# Кият (Татарстан)
 Кият  — село в Буинском районе Татарстана. Административный центр Киятского сельского поселения.

## География
Находится в юго-западной части Татарстана на расстоянии приблизительно 10 км на восток-юго-восток по прямой от районного центра города Буинск у реки Киятка.

## История
Известно с 1614 года. Альтернативное название — Богоявленское (по местной церкви, построенной в 1801 году). Село Киять (Богоявленское) числилось в Буинском уезде Симбирской губернии.

## Население
Постоянных жителей насчитывалось: в 1795—409, в 1859—652, в 1897—693, в 1913—674, в 1920—925, в 1926—857, в 1938—888, в 1949—780, в 1958—664, в 1970—1121, в 1979—966, в 1989—834. Постоянное население составляло 878 человек (русские 77 %) в 2002 году, 749 в 2010.

## Известные уроженцы
- Теренин Михаил Николаевич — русский государственный деятель, Симбирский и Владимирский губернатор. Родился и похоронен здесь[4].

## Достопримечательности
Богоявленская церковь построена была в 1801 году помещиком Павлом Родионовым, в 1853 году к ней пристроены два придела помещиком Терениным. В 1939 году церковь была закрыта и разграблена. В 1994 году храм возвращён верующим.